# Кубок РСФСР по хоккею с шайбой 1953
Третий розыгрыш Кубка РСФСР по хоккею с шайбой состоялся перед проведением чемпионата. Планировалось участие 32 команд с 1/16 финала и отборочные матчи. Как и в прошлом сезоне полуфиналы и финал проводились в одном городе, на этот раз в Горьком. Победитель получал право сыграть в Кубке СССР текущего сезона.
Новосибирское «Динамо», после выигрыша кубка, также победило и в чемпионате РСФСР – снова обладатель кубка сделал «дубль».

## Список участников
| Известные участники |
| --- |
| - «Дзержинец» Нижний Тагил - «Дзержинец-2» Челябинск - «Динамо» Воронеж - «Динамо» Новосибирск - «Динамо» Омск - «Динамо» Саратов - «Динамо» МО - «Зенит» Загорск - «Металлург» Магнитогорск - «Металлург» Серов - «Спартак» Иваново - «Спартак» Иркутск - «Спартак» Красноярск - «Спартак» Молотов - «Спартак» Новосибирск - «Спартак» Свердловск - «Спартак» Уфа - «Спартак» Челябинск - «Трактор» Куйбышев - «Урожай» Курск - ДО Свердловск - СК им. Свердлова Молотов - ? Горький - ? Кострома - ? Тамбов |

## Предварительный этап
| 11.01.1953 | «Спартак» Красноярск | «Спартак» Иркутск | 2:4 |

## 1/16 финала
| 18.01.1953 | «Металлург» Серов        | «Спартак» Молотов        | 9:2  |
| 18.01.1953 | «Дзержинец» Нижний Тагил | «Спартак» Свердловск     | -:+  |
| 18.01.1953 | «Спартак» Иркутск        | «Динамо» Новосибирск     | 1:12 |
| 18.01.1953 | «Динамо» Омск            | «Спартак» Новосибирск    | 5:11 |
| 18.01.1953 | «Дзержинец-2» Челябинск  | «Металлург» Магнитогорск | 7:2  |
| 18.01.1953 | СК им. Свердлова Молотов | ДО Свердловск            | 3:11 |
| 18.01.1953 | «Спартак» Уфа            | «Спартак» Челябинск      | 2:3  |
| 18.01.1953 | «Динамо» Воронеж         | ? Тамбов                 | +:-  |
| 18.01.1953 | «Урожай» Курск           | «Динамо» МО              | 0:16 |
| ??.01.1953 | ? Кострома               | «Зенит» Загорск          | 0:15 |
| ??.01.1953 | «Спартак» Иваново        | ? Горький                | 4:2  |
| ??.01.1953 | «Трактор» Куйбышев       | ?                        | ?    |
| ??.01.1953 | «Динамо» Саратов         | ?                        | ?    |
| ??.01.1953 | ?                        | ?                        | ?    |
| ??.01.1953 | ?                        | ?                        | ?    |
| ??.01.1953 | ?                        | ?                        | ?    |

## 1/8 финала
| 25.01.1953 | «Спартак» Свердловск    | «Металлург» Серов     | 9:3  |
| 25.01.1953 | «Динамо» Воронеж        | «Зенит» Загорск       | 6:1  |
| 25.01.1953 | «Динамо» Новосибирск    | «Спартак» Новосибирск | 14:5 |
| ??.01.1953 | «Трактор» Куйбышев      | «Динамо» Саратов      | 15:3 |
| ??.01.1953 | «Дзержинец-2» Челябинск | «Спартак» Челябинск   | 8:0  |
| ??.01.1953 | «Динамо» МО             | «Спартак» Иваново     | 9:3  |
| ??.01.1953 | ДО Свердловск           | ?                     | ?    |
| ??.01.1953 | ?                       | ?                     | ?    |

## 1/4 финала
| 01.02.1953 | «Динамо» Воронеж        | «Трактор» Куйбышев   | 10:5 |
| 01.02.1953 | ДО Свердловск           | «Спартак» Свердловск | 6:2  |
| 01.02.1953 | «Дзержинец-2» Челябинск | «Динамо» Новосибирск | 4:5  |
| ??.02.1953 | «Динамо» МО             | ?                    | ?    |

## 1/2 финала
| 07.02.1953 | «Динамо» Воронеж     | «Динамо» МО   | 5:3 |
| 08.02.1953 | «Динамо» Новосибирск | ДО Свердловск | 4:3 |

## Финал
| 10.02.1953 | «Динамо» Новосибирск | 8:1 (3:0, 4:0, 1:1) | «Динамо» Воронеж | Стадион «Торпедо», Горький |

| Отчёт | Отчёт | Отчёт | Отчёт | Отчёт |
| ----- | ----- | ----- | ----- | ----- |
|       |       |       |       |       |
|       |       |       |       |       |
|       |       |       |       |       |
|       |       |       |       |       |
|       |       |       |       |       |
|       |       |       |       |       |
|       |       |       |       |       |
|       |       |       |       |       |
|       |       |       |       |       |